# Mare de Déu de Lucca
La Mare de Déu de Lucca és una pintura a l'oli de 1436 d'una Mare de Déu amb nen pintada pel mestre primitiu flamenc Jan van Eyck. Es conserva al museu Städel de Frankfurt.
És coneguda com a Madonna de Lucca perquè va pertànyer a la col·lecció de Carles II de Parma i Lucca, a començaments del segle xix. És una de les obres més tardanes de Van Eyck. Es considera que la model utilitzada per a representar Maria va ser l'esposa del pintor, Margareta, de qui Van Eyck també va fer un retrat secular.
Retrata una Madonna sedent en un tron amb quatre petites estàtues en forma de lleó, una referència al tron de Solomó, el qual va tenir dotze lleons als costats i als peus. Dins la iconografia aquest representació de la mare de Déu i el nen Jesús assegut damunt el genoll de Mary, s'anomena el Tron de Saviesa, i és una forma iconogràfica habitual. A l'Speculum Humanae Salvationis es descriu:
| « | El veritable tron del Solomó és la molt beneïda Verge Maria, en el qual va seure Jesucrist, la saviesa certa. | » |

Com a moltes pintures de Van Eyck i els seus contemporanis, aquesta comparació és desenvolupada representant Maria com un altar, en la mesura que sosté a Jesús a la seva falda, es mostra de grans dimensions i aplanat, igual que l'altar és compatible amb la presència de Crist en l'hòstia en la missa. La tela blanca sota seu, sobre la lluent i més rica tela del vestit de Maria i el rentamans a la dreta s'assembla a una piscina litúrgica on el sacerdot es renta les seves mans, són elements que contribueixen a la comparació. La forma inusual de l'habitació, molt estreta per una cadira tan gran, evoca una capella petita.